# Soldados senegaleses en el campo de Mailly
Soldados senegaleses en el campo de Mailly es una obra de 1917 del pintor suizo Félix Vallotton, conservada en el Museo Departamental de Oise.

## Historia y descripción
Los soldados de las colonias desempeñaron un papel en la Primera Guerra Mundial. El ejército francés reclutó a casi 158 000 hombres en el Norte de África y 134 000 en el África negra. Las tropas coloniales totales comprendían 600 000 combatientes. 
El campo de Mailly, creado en 1902 sobre una superficie de 11 170 hectáreas, fue una base para el acuartelamiento de las tropas. Albergaba aproximadamente 350 oficiales, 10 700 soldados y 690 caballos. 
En noviembre de 1916, la Subsecretaría de Bellas Artes, el Ministerio de la Guerra y el Cuartel General autorizaron a unos cuantos pintores a ir al frente a pintar cuadros bélicos. Félix Vallotton cumplió su misión artística en junio de 1917, en el frente occidental, en Champaña, pocas semanas después de la ofensiva de abril-mayo (Batalla de las Montañas de Champaña), contemporánea a la batalla de Chemin des Dames. Las tropas coloniales participaron en la batalla de Chemin des Dames en abril de 1917. 
Incapaz de representar la guerra (a sus ojos el combate moderno era invisible), Félix Vallotton no mostró escenas de acción.
En París, Félix Vallotton se había acercado al grupo de los nabis, que eran seguidores y admiradores de Paul Gauguin. En 1917 pintó paisajes “bélicos” en ese estilo, para dar rienda suelta a su estilo sintético y a su sentido del color. El viento entre los árboles y los rayos de luz lo inspiraron. Reprodujo la sobriedad de las construcciones y utilizó colores que reflejan el estado de la luz, una luz que genera dinamismo y forma.
Sentados en el suelo entre los barracones de madera, estos soldados se encuentran descansando, en medio de un entorno tranquilo, bajo un cielo azul. La planitud y armonía de colores revela el estilo “nabi”, con las chechias azules y rojas, características de las tropas senegalesas. Estos soldados de “piel negra” están colocados sobre un fondo claro. La desolación se expresa en los rostros, que parecen ausentes o tristes.

### Exposiciones
- octubre de 1917: Peintres aux armées, Museo de Luxemburgo, París.
- 26 de mayo de 2012-24 de septiembre de 2012: Centro Pompidou-Metz.
- 26 de marzo de 2019-21 de julio de 2019: Le modèle noir de Géricault à Matisse, Museo de Orsay, París.